# 4658 Gavrilov
4658 Gavrilov eller 1979 SO11 är en asteroid i huvudbältet som upptäcktes den 24 september 1979 av den rysk-sovjetiske astronomen Nikolaj Tjernych vid Krims astrofysiska observatorium på Krim. Den har fått sitt namn efter en vän till upptäckaren, arkitekten Oleksij Jevhenovytj Gavrilov (ryska: Aleksej Jevgenjevitj Gavrilov).
Asteroiden har en diameter på ungefär tolv kilometer.